# Colotois
Colotois là một chi bướm đêm thuộc họ Geometridae.

## Các loài tiêu biểu
- Colotois pennaria – Feathered Thorn (Linnaeus, 1761)